# Sterling (Oklahoma)
Sterling es un pueblo ubicado en el condado de Comanche en el estado estadounidense de Oklahoma. En el año 2010 tenía una población de 	793 habitantes y una densidad poblacional de 377,62 personas por km².

## Geografía
Sterling se encuentra ubicado en las coordenadas 34°44′58″N 98°10′10″O / 34.74944, -98.16944 (34.749450, -98.169470).

## Demografía
Según la Oficina del Censo en 2000 los ingresos medios por hogar en la localidad eran de $26,583 y los ingresos medios por familia eran $29,563. Los hombres tenían unos ingresos medios de $27,841 frente a los $24,167 para las mujeres. La renta per cápita para la localidad era de $12,707. Alrededor del 20.5% de la población estaban por debajo del umbral de pobreza.